# Епархия Сакапы

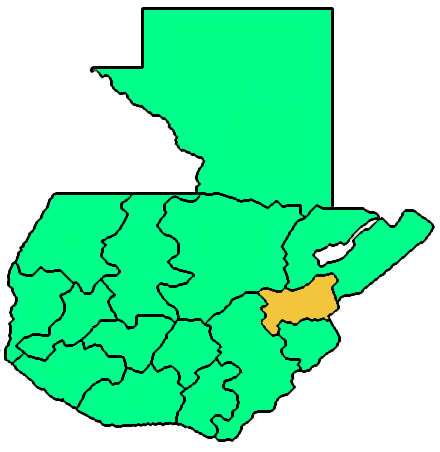
Карта епархии Сакапы

Епархия Сакапы (лат. Dioecesis Zacapensis) — епархия Римско-католической церкви с центром в городе Сакапа, Гватемала. Епархия Сакапы распространяет свою юрисдикцию на департаменты Сакапа и Чикимула. Епархия Сакапы входит в митрополию Гватемалы. Кафедральным собором епархии Сакапы является церковь святого Петра.

## История
10 марта 1951 года Римский папа Пий XII издал буллу Omnium in catholico, которой учредил епархию Сакапы, выделив его из архиепархии Гватемалы.
16 сентября 1956 года и 30 апреля 1968 года епархия Сакапы передала часть своей территории для возведения новых территориальной прелатуры Санто-Кристо-де-Эсквипуласа и апостольской администратуры Исабаля (сегодня — Апостольский викариат Исабаля).
24 июня 1986 года Римский папа Иоанн Павел II издал буллу Qui pro munere, которая актом Aeque principaliter объединила епархию Сакапы с территориальной прелатурой Санто-Кристо-де-Эсквипуласа.

## Ординарии епархии
- епископ Costantino Cristiano Luna Pianegonda (30.11.1955 — 16.02.1980);
- епископ Родольфо Кесадо Торуньо (16.02.1980 — 19.06.2001 — назначен архиепископом Гватемалы);
- епископ José Aníbal Casasola Sosa (13.05.2004 — 27.04.2007);
- епископ Rosolino Bianchetti Boffelli (20.11.2008 — 14.09.2012 — назначен епископом Киче); 
  - Sede vacante (2012—2016);
- епископ Ángel Antonio Recinos Lemus (22.02.2016 — по настоящее время).

## Источник
- Annuario Pontificio, Libreria Editrice Vaticana, Città del Vaticano, 2003, ISBN 88-209-7422-3
- Булла Omnium in catholico, AAS 43 (1951), стр. 357
- Булла Qui pro munere  (лат.)